# 夕やけもち
夕やけもち（ゆうやけもち）は、2006年（平成18年）に東北農業研究センターで育成されたイネ（稲）の品種。「たつこもち」と「羽系586」を交配して育成された。旧系統名は「奥羽赤糯388号」。赤米の糯米品種である。
東北地方での栽培に向く。熟期は、東北中南部で早生の晩で、「紅衣」よりやや遅い。収量は通常の糯米品種と変わらない。
通常米に比して食物繊維、タンニン、カテキンに富む。赤飯、赤米粥、雑穀米としての利用や、酒米としての利用が考えられている。